# Ursula (безпілотний надводний апарат)
Ursula (на честь Урсула фон дер Ляєн) — український річковий багатоцільовий надводний безпілотний човен, який розроблений київською компанією "Лабораторія НовіТехНет". Здатен виконувати спостереження, розвідку, патрулювання, підрив надводних ворожих цілей, але передусім відомий за роллю носія fpv-дрона (за що визнаний найменшим у світі військовим авіаносцем).
Дрон розроблявся в першу чергу для ведення бойових дій в дельті Дніпра у Херсонській області. 

## Історія
У травні 2025 року дрон був вперше публічно представлений на профільних заходах КПІ. Першим українським відомством, яке зацікавилось розробкою, стала СБУ, проте через скромні тактико-технічні характеристики апарату співпраця з розробником не розпочалась.
Справжню відомість безпілотний катер отримав після серії істеричних повідомлень в російських ЗМІ, які предрекали потенційну загрозу ЧФ РФ від надмалої і непомітної "Урсули". Завдяки цьому західні видання також звернули увагу на українську розробку і широко висвітили її на своїх сторінках.

## Застосування

### 2025 рік
Є щонайменше три відео-свідчення запуску українських fpv-дронів з малих безпілотних катерів в дельті Дніпра. Проте достовірно невідомо чи задіювалась "Урсула" в цих операціях чи це були інші надводні дрони подібного класу. 

## Характеристики
| Характеристика          | Ursula                 |
| ----------------------- | ---------------------- |
| Довжина                 | 0.93 м                 |
| Корисне навантаження    | 9.8 кг                 |
| Максимальний радіус дії | до 40 морських миль    |
| Максимальна швидкість   | 18 вузлів              |
| Двигун                  | 2 електричних водомета |
| Озброєння               | вибухівка або fpv-дрон |